# Phil Howard
Phil Howard es un baterista australiano de la escena del jazz inglés a principios de la década de 1970.

## Carrera
Howard llegó a Londres desde su nativa Australia en 1969, uniéndose a la banda Caparius liderada por el saxofonista Clive Stevens, junto con el guitarrista Peter Martin y el bajista Neville Whitehead. Con este último volvería a grabar en mayo de 1971 en el álbum homónimo del saxofonista de Soft Machine Elton Dean, quien lo invitó a unirse al grupo en agosto de ese año, tras la salida de Robert Wyatt.
Los líderes de Soft Machine (Mike Ratledge y Hugh Hopper) estaban inconformes con el estilo libre de Howard y lo despidieron en diciembre de 1971, habiendo grabado apenas la mitad del LP Fifth. Su amigo Dean también dejó la banda pocos meses después, y formaron juntos el grupo de free jazz "Just Us".
A finales de 1975, Howard participó en un festival francés de jazz con otros músicos de la escena de Canterbury (Lol Coxhill en saxofón, Richard Sinclair en bajo, Dave MacRae en teclados, Dave Arbus en violín). Desde entonces, nada más se volvió a saber de él.

## Discografía
| Año     | Álbum                                         | Artista                 | Tipo              |
| ------- | --------------------------------------------- | ----------------------- | ----------------- |
| 1970-71 | Dedicated To You, But You Weren't Listening   | The Keith Tippett Group | Estudio           |
| 1971    | Soft Machine & Heavy Friends - BBC In Concert | Soft Machine/Just Us    | Sesiones de radio |
| 1971    | Elton Dean                                    | Elton Dean/Just Us      | Estudio           |
| 1971    | Drop                                          | Soft Machine            | En vivo           |
| 1971    | BBC Radio 1971-1974                           | Soft Machine            | Sesiones de radio |
| 1971    | Fifth                                         | Soft Machine            | Estudio           |